# Giuseppe Bertani (biologo)
Giuseppe Bertani (Como, 23 ottobre 1923 – Pasadena, 7 aprile 2015) è stato un biologo italiano naturalizzato statunitense, uno dei pionieri della microbiologia molecolare.

## Biografia
Nato a Como, la sua famiglia si trasferì a Milano dove crebbe e studiò laureandosi all'Università degli Studi di Milano in scienze naturali, avendo come insegnanti Silvio Ranzi e Claudio Barigozzi .
Dopo una serie di stage a Napoli e a Zurigo, dove si occupò di studi sulla Drosophila, nel 1948 si recò negli Stati Uniti d'America per entrare nel gruppo di ricerca di Milislav Demerec a Long Island.
Si dedicò allo studio della microbatteriologia rimanendovi per circa due anni venendo per la prima volta a conoscenza della lisogenia. Si trasferì quindi all'Università dell'Indiana, con Salvador Lauria, dove iniziò a studiare il trattamento di Escherichia coli e Shigella con la lisogenia.
Come risultato di queste ricerche giunse alla scoperta del brodo di lisogenia che portò allo sviluppo della microbiologia e agli esami di laboratorio sui microrganismi patogeni. La scoperta, del 1951, venne resa nota nel 1953 ma ci vollero circa 15 anni prima che venisse compresa nel suo immenso valore.
Dopo aver prestato la sua opera in diversi laboratori di ricerca ed essersi sposato, nel 1957 si trasferì in California, a Los Angeles, dove divenne professore alla University of Southern California.
Nei primi anni 1960 si trasferì a Stoccolma, al Karolinska Institut dove era già stato nel 1948 dopo la laurea, e vi rimase a insegnare per oltre 20 anni. Ritiratosi, nel 1982, rientrò negli Stati Uniti ed entrò a far parte del Jet Propulsion Laboratory di Pasadena in California. Qui inizio uno studio sulla genetica dei batteri metanogeni.
In una pubblicazione del 1999 scriveva:
"The methanogenic archaeobacterium Methanococcus voltae (strain PS) is known to produce a filterable, DNase-resistant agent (called VTA, for voltae transfer agent), which carries very small fragments (4400 bp) of bacterial DNA and is able to transduce bacterial genes between derivatives of the strain. Examination by electron microscopy of 2 preparations of VTA that were concentrated and partially purified by different methods showed virus-like particles with isometric heads, about 40 nm in diameter, and with 61 nm long tails."
Morì a Pasadena nel 2015 all'età di 91 anni.

## Pubblicazioni
- Hadorn E, Bertani G. Induktion mannlicher pigmentierung in somatischen zellen von drosophila-ovarien. Rev suisse Zool 1948; 55:232 [Google Scholar]
- Demerec M, Bertani G, Flint J. A survey of chemicals for mutagenic action on E. coli. Am Nat LXXXV 1951; 821:119; http://dx.doi.org/10.1086/281660 [CrossRef] [Google Scholar]
- Bertani G. My First American Friend: August H. Doermann, The Memory Board at Cold Spring Harbour, 08-27-2004 [Google Scholar]
- Bertani G. Lysogeny at mid-twentieth century: P1, P2 and other experimental systems. J Bacteriol 2004; 186:595; PMID 14729683; http://dx.doi.org/10.1128/JB.186.3.595-600.2004 [PMC free article] [PubMed] [CrossRef] [Google Scholar]
- Bertani G. Studies on lysogenesis. 1. The mode of phage liberation by lysogenic Escherichia coli. J Bacteriol 1951:62; 293; PMID 14888646 [PMC free article] [PubMed] [Google Scholar]
- Bertani G, Weigle JJ. Host controlled variation in bacterial viruses. J Bacteriol 1953; 65:113; PMID 13034700 [PMC free article] [PubMed] [Google Scholar]
- Bertani G. Salvador Edward Luria (1912-1991). Genetics 1992; 131:1; PMID 1592232 [PMC free article] [PubMed] [Google Scholar]
- Eiserling F, Pushkin A, Gingery M, Bertani G. J Gen Virol 1999; 80:3305; PMID 10567664 [PubMed] [Google Scholar]